# Ein Anfang von etwas
Ein Anfang von etwas ist ein österreichischer Fernsehfilm von 1994.

## Handlung
Der etwa 35-jährige Herbert Sobielski arbeitet als Hausmeister in einem Wiener Mietshaus sowie als Filmvorführer in einem Kino. Einmal in der Woche besucht er seine Mutter, die im Rollstuhl sitzt und in einem Pflegeheim lebt. Er lebt sehr sparsam, um genug Geld für eine Amerikareise zusammenzubekommen: Dort will er seinen Vater suchen, der, als Herbert zehn Jahre alt war, ihn und die Mutter verließ und mit einer anderen Frau dorthin auswanderte. Herbert hat außerdem vor, in den USA ein eigenes Kino zu kaufen und sich dort niederzulassen. Der einzige, der in diese Pläne eingeweiht ist, ist ein alter Freund seines Vaters, der Kioskbesitzer Hans.
Eine neue Mieterin zieht über Herberts Wohnung ein, die Studentin Rita. Rita und Herbert kommen sich langsam näher.
Seine Freunde vom Sparverein überreden Herbert, gemeinsam das gesparte Geld in einer Lebensversicherung anzulegen. Bei der dafür nötigen ärztlichen Untersuchung erfährt Herbert, dass er Lungenkrebs hat und nur noch 12 bis 18 Monate zu leben hat. Obwohl er eigentlich noch nicht genug Geld zusammen hat, bucht er nun eine Schiffspassage nach Amerika, und betrinkt sich anschließend so sehr, dass Rita ihm in seine Wohnung helfen muss.
Am nächsten Tag lädt Rita Herbert zum Essen in ihre Wohnung ein. Die beiden verbringen die Nacht miteinander und scheinen sich in der Folge immer mehr ineinander zu verlieben. Herbert erzählt Rita von den Gründen für seine geplante Amerikareise: Sein Vater und dessen neue Frau wollten ihn damals mitnehmen, warteten schon in Cherbourg auf die Überfahrt per Schiff, als die Mutter per Gerichtsbeschluss gegen Herberts Willen seine Rückkehr erwirkte. Die Krebsdiagnose verschweigt er Rita. Er kündigt beide Arbeitsstellen, räumt die Hausmeisterwohnung und zieht bei Rita ein. Rita will eine engere Beziehung zu Herbert aufbauen, macht sich aber Sorgen wegen seiner Verschlossenheit und weil er es ablehnt, sie nach Amerika mitzunehmen. Als sie immer eindringlicher nach der Wahrheit verlangt, erzählt er ihr doch von der Krebserkrankung.
Als Herbert dringend zu einem zweiten Termin im Krankenhaus gebeten wird, muss Rita ihn erst überzeugen, diesen auch wahrzunehmen. Dort erfährt er, dass versehentlich Befunde und Röntgenbilder vertauscht wurden und er gar keinen Krebs hat. Inzwischen hat sich Herberts Leben aber durch die Diagnose sehr verändert: Er hat Entscheidungen getroffen, die er sonst nie getroffen hätte. Nun traut er sich nicht, Rita zu erzählen, dass er doch gesund ist. Beide genießen gerade die kurze Zeit, die sie miteinander haben, und er möchte nicht riskieren, sie wieder zu verlieren. Andererseits glaubt er nicht, die viel jüngere Rita könne ihn so sehr lieben, dass eine langfristige Beziehung funktionieren würde.
Als Herberts ehemaliger Chef Czerny in finanzielle Schwierigkeiten gerät und Herbert anbietet, er könne das Kino übernehmen, bietet sich Herbert eine letzte Chance, sich doch noch ein neues Leben in Wien aufzubauen. Er schlägt dies jedoch aus und reist, zu Ritas großer Enttäuschung, wie geplant nach Amerika ab.

## Produktion
Der Film ist eine Koproduktion von ORF und ZDF, hergestellt von der Cult Filmproduktionsges.m.b.H. Im deutschen Fernsehen lief er zum Ersten Mal am 21. Februar 1995.

## Musik
Zwei immer wiederkehrende Musikstücke in dem Film sind „New York 1963 - America 1968“ von Eric Burdon & The Animals und das Andantino aus Franz Schuberts Klaviersonate Nr. 20. Eine erste Begegnung zwischen Herbert und Rita geschieht dadurch, dass sich ein Nachbar über Ritas laute Musik (Schubert) beschwert. Daher kann die musikalische Gestaltung als Verdeutlichung von Herberts innerem Konflikt zwischen Amerika-Sehnsucht und Liebe zu Rita verstanden werden.

## Rezeption
„Glaubwürdig und nuanciert gespielt“